# 勒梅塔耶山
46°6′14.5″N 7°21′37.2″E / 46.104028°N 7.360333°E
勒梅塔耶山（Le Métailler），是瑞士的山峰，位於該國西南部，由瓦萊州負責管轄，屬於本寧阿爾卑斯山脈的一部分，海拔高度3,213米，每年平均降雨量1,395毫米。